# Akrê
Akrê (arabisch عقرة, DMG ʿAqra, kurdisch ئاکرێ, reichsaramäisch ܥܩܪܐ ʻaqra) ist eine kurdische Stadt und gleichzeitig der Name eines Distriktes in der irakischen Provinz Ninawa. Die Stadt steht seit dem zweiten Golfkrieg 1991 unter der Kontrolle der Autonomen Region Kurdistan und wurde wie ein Teil der Provinz Dahuk behandelt.

## Geographie
Akrê liegt am Fuß eines Berges an einer Straße von Arbil nach Mosul.

## Bevölkerung
Die Bevölkerung beträgt 23.088 (Berechnung 2009). Der größte Teil der Bevölkerung sind Kurden. 
Während der kurdischen Aufstände der 1970er bzw. 1980er Jahre galt Akrê als regierungstreue Stadt, zahlreiche Verwaltungsbeamte und Angehörige regierungstreuer Milizen kamen aus der Stadt und dem Distrikt. Nach der Eroberung Akrês durch kurdische Rebellen 1991 wurden die Beamten und Milizionäre als „Kollaborateure“ verfolgt. Etwa 8.000 kurdische Familien (insgesamt über 45.000 Menschen) wurden von den durch die Rebellen eingesetzten neuen kurdischen Behörden aus der Stadt bzw. dem Distrikt vertrieben und flohen in das von Regierungstruppen gehaltene Mossul. Dort siedelten sie sich in verlassenen Militärgebäuden (arabisch: al-Qil'a) an, woraufhin diese aus Akrê vertriebenen Kurden auch als al-Qilaa-Kurden bezeichnet wurden.

## Persönlichkeiten
- Aziz Aqrawi (1924–2001), kurdischer General und irakischer Minister
- Haschim Aqrawi (1926–1990), Generalsekretär (des proirakischen Flügels) der Demokratischen Partei Kurdistans
- Hoshyar Zebari (* 1953), Außenminister des Irak
- Huner Saleem (* 1964), Regisseur
- Hameed Akrawi (1946–2020), Co-Founder and Board Member Korek Telekom,  Minister Telekommunikation Autonome Region Kurdistan - Irak[3]
- Tariq Aqrawi (* 1943), Botschafter Irak, UN, OPEC, Austria, IAEA[4]